# Erntefaktor
Der Erntefaktor (englisch Energy Returned on Energy Invested, ERoEI, manchmal auch EROI) beschreibt das Verhältnis der im Verlaufe der Lebensdauer eines Kraftwerks insgesamt erzeugten Energie zur eingesetzten Energie – also einschließlich der zur Herstellung, Entsorgung und anderen Zwecken aufgewendeten grauen Energie. Er beantwortet also die Frage: „Wie oft bekommt man die hineingesteckte Energie wieder heraus?“
Die Kennzahl kann auch auf die Betrachtung einzelner Energieträger oder Energiebilanzen ganzer Gesellschaften angewendet werden.

## Mathematische Beschreibung
Der Erntefaktor {\displaystyle \epsilon } beschreibt das Verhältnis der genutzten Energie {\displaystyle E_{\mathrm {R} }} zur investierten Energie {\displaystyle E_{\mathrm {I} }}. Im Falle von Kraftwerken ist {\displaystyle E_{\mathrm {R} }} meist Elektrizität (allgemein Exergie), während {\displaystyle E_{\mathrm {I} }} die im Anlagenlebenszyklus aufgewandte „Graue Energie“ beschreibt, die im Idealfall auch als Exergie angegeben werden sollte. {\displaystyle E_{\mathrm {I} }} wird auch als kumulierter Energieaufwand bezeichnet
{\displaystyle \epsilon ={\frac {E_{\mathrm {R} }}{E_{\mathrm {I} }}}}
Je höher dieser Wert, desto effizienter ist die Energiequelle. Werte über Eins bedeuten dabei eine positive Gesamtenergiebilanz.
Der kumulierte Energieaufwand {\displaystyle E_{\mathrm {I} }} setzt sich zusammen aus einem festen Anteil {\displaystyle E_{\text{fix}}} (Anlagenbau, Abbau u. a.) und einem variablen Teil {\displaystyle P_{\mathrm {I} }\cdot t} (Wartung, Brennstoffbeschaffung), der mit der Zeit {\displaystyle t} zunimmt:
{\displaystyle E_{\mathrm {I} }(t)=E_{\text{fix}}+P_{\mathrm {I} }\,t}
Die genutzte Energie {\displaystyle E_{\mathrm {R} }(t)} nach einer Zeit {\displaystyle t} berechnet sich aus der mittleren Nettoleistung {\displaystyle P} zu
{\displaystyle E_{\mathrm {R} }(t)=P\,t}
Der Erntefaktor für eine Anlage mit der Lebensdauer {\displaystyle T} wäre demnach
{\displaystyle \epsilon ={\frac {P\,T}{E_{\text{fix}}+P_{\mathrm {I} }\,T}}}
Die Lebensdauer ist also eine entscheidende Komponente für den Erntefaktor.

### Energetische Amortisationszeit
Die energetische Amortisationszeit {\displaystyle T_{\mathrm {a} }} ist diejenige Zeit, bei der der kumulierte Energieaufwand gleich der genutzten Energie ist, also {\displaystyle E_{\mathrm {R} }(T_{\mathrm {a} })=E_{\mathrm {I} }(T_{\mathrm {a} })}. Daraus ergibt sich
{\displaystyle T_{\mathrm {a} }={\frac {E_{\mathrm {fix} }}{P-P_{\mathrm {I} }}}}
Im Gegensatz zum Erntefaktor sagt die energetische Amortisationszeit wenig über die gesamte Effizienz eines Kraftwerks aus, da sie nicht die Lebensdauer enthält. Z. B. kann der Energieaufwand für die Brennstoffbeschaffung sehr hoch oder die Lebensdauer der Anlage nicht viel größer als die Amortisationszeit sein.

### Primärenergetisch bewertete(r) Erntefaktor / Amortisationszeit
In einer abweichenden Definition wird die genutzte Energie {\displaystyle E_{\mathrm {R} }} in diejenige Primärenergie umgerechnet, die ein hypothetisches Kraftwerk zur Bereitstellung der gleichen elektrischen Energie benötigen würde. Dabei geht man von einem festen Wirkungsgrad dieses hypothetischen Kraftwerks aus, der üblicherweise mit {\displaystyle \eta }=34 % veranschlagt wird. Die genutzte Energie wird also ersetzt durch {\displaystyle E_{\mathrm {R} }/\eta }. Zur Unterscheidung vom Erntefaktor sei dieser „primärenergetisch bewertete“ Erntefaktor hier mit {\displaystyle \epsilon _{\mathrm {prim} }} bezeichnet. Der Zusammenhang mit dem Erntefaktor ist dann
{\displaystyle \epsilon _{\mathrm {prim} }=\epsilon /\eta \approx 3\epsilon }.
Er beantwortet also die Frage „Wie viel mehr Elektrizität erhält man, wenn der Primärbrennstoff in Bau, Betrieb, Nutzung und Brennstoffbeschaffung dieses Kraftwerks gesteckt wird, anstatt in einem bereits bestehenden Kraftwerk mit 34 % Wirkungsgrad in Elektrizität gewandelt zu werden“.
Der energetischen Amortisationszeit {\displaystyle T_{\mathrm {a} }} entspricht hier die „primärenergetisch bewertete Amortisationszeit“ {\displaystyle T_{\mathrm {a,prim} }}. Der Zusammenhang zwischen beiden Größen ist:
{\displaystyle T_{\mathrm {a,prim} }={\frac {P-P_{\mathrm {I} }}{P/\eta -P_{\mathrm {I} }}}T_{\mathrm {a} }\approx {\frac {P-P_{\mathrm {I} }}{3P-P_{\mathrm {I} }}}T_{\mathrm {a} }}.
Zur Umrechnung in die energetische Amortisationszeit benötigt man also die Angabe des relativen Nutzungsaufwands {\displaystyle P_{\mathrm {I} }/P}.
Man beachte, dass {\displaystyle \epsilon _{\mathrm {prim} }} in einigen deutschsprachigen Veröffentlichungen schlicht als „Erntefaktor“ und {\displaystyle T_{\mathrm {a,prim} }} als „Amortisationszeit“ bezeichnet wird. Dies entspricht aber nicht der in der Fachliteratur üblichen Definition und der internationalen Definition des englisch Energy returned on energy invested (ERoEI). Auch wird hier nicht mehr der Output („Ernte“) mit Input („Saat“) verglichen, sondern ein hypothetischer Input mit einem tatsächlichen Input. Es handelt sich also um einen „Ersetzungsfaktor“.

### Näherung für kleinen Wartungs- und Brennstoffbeschaffungsaufwand
Ist der Wartungs- und Brennstoffbeschaffungsaufwand klein gegenüber den Fixkosten, {\displaystyle P_{\mathrm {I} }\,T\ll E_{\mathrm {fix} }}, und klein gegenüber der bereitgestellten Energie, {\displaystyle P_{\mathrm {I} }\ll P}, so vereinfacht sich der Erntefaktor zu {\displaystyle \epsilon \approx P\,T/E_{\mathrm {fix} }} und die Amortisationszeit zu {\displaystyle T_{\mathrm {a} }\approx E_{\mathrm {fix} }/P}. Beide Größen sind dann über die einfache Beziehung
{\displaystyle \epsilon \approx {\frac {T}{T_{\mathrm {a} }}}}.
miteinander verknüpft.

## Erntefaktoren und Amortisationszeiten einiger Kraftwerkstypen

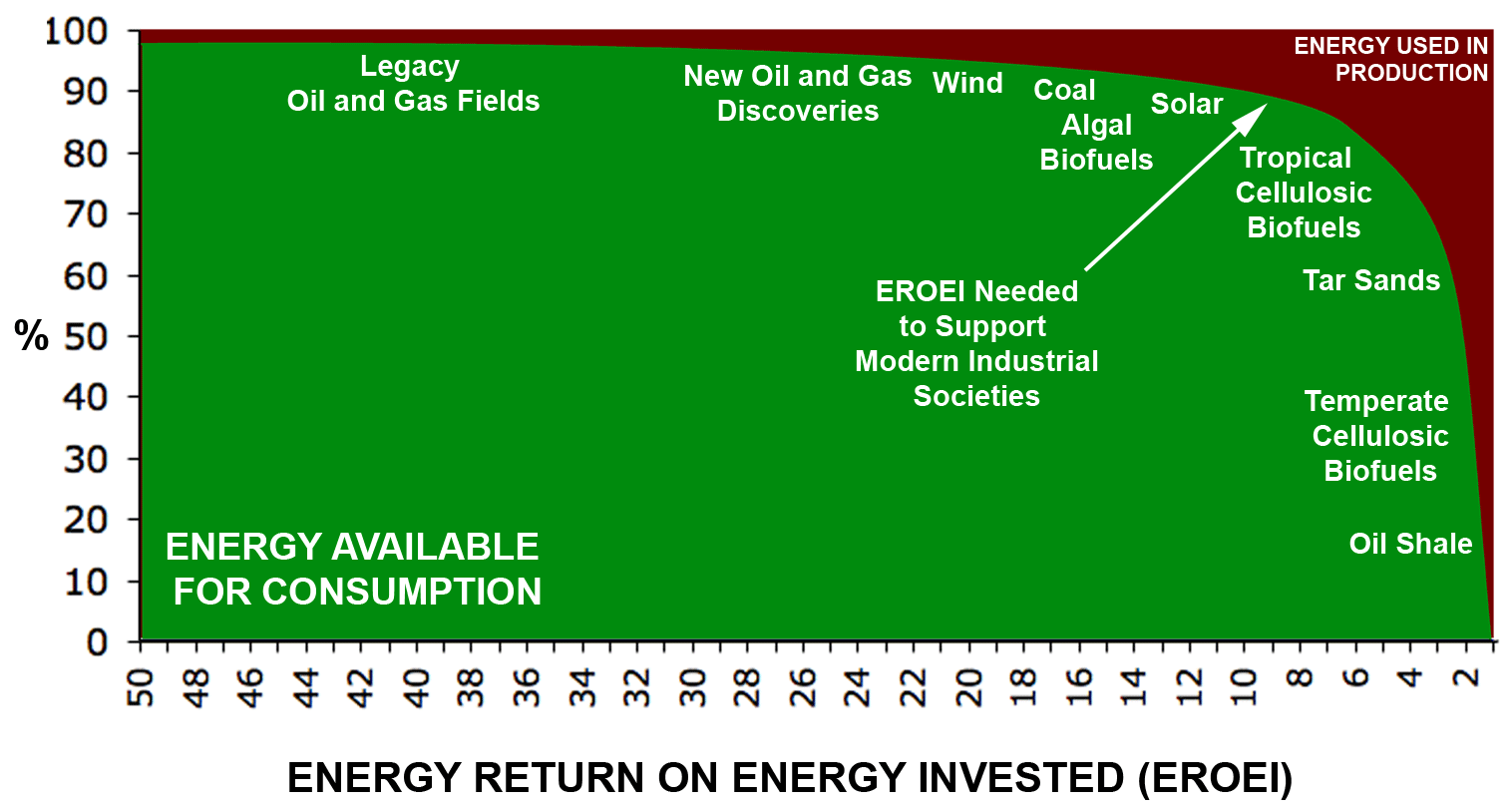
Klippe der nutzbaren Nettoenergie bei abnehmendem Erntefaktor (Energieklippe, engl. Energy Cliff bzw. Energy Return on Energy Invested)

Die nachfolgende Tabelle ist eine Zusammenstellung aus Quellen unterschiedlicher Qualität. Mindestanforderung ist dabei eine Aufschlüsselung des kumulierten Energieaufwands nach Materialdaten. Häufig findet man Sammlungen von Erntefaktoren, die die Herkunft der Werte nicht transparent belegen. Diese sind nicht in dieser Tabelle aufgenommen.
Die fettgedruckten Zahlen sind die in der jeweiligen Literaturquelle angegebenen, die normal gedruckten die daraus abgeleiteten (s. Mathematische Beschreibung).
| Typ                                                        | Erntefaktor | Amortisationszeit | Primärenergetisch bewertete(r) | Primärenergetisch bewertete(r) |
| Typ                                                        | Erntefaktor | Amortisationszeit | Erntefaktor                    | Amortisationszeit              |
| ---------------------------------------------------------- | ----------- | ----------------- | ------------------------------ | ------------------------------ |
| Kernenergie a)                                             |             |                   |                                |                                |
| Druckwasserreaktor, 100 % Zentrifugenanreicherung          | 106         | 2 Monate          | 315                            | 17 Tage                        |
| Druckwasserreaktor, 83 % Zentrifugenanreicherung           | 75          | 2 Monate          | 220                            | 17 Tage                        |
| Fossile Energie a)                                         |             |                   |                                |                                |
| Braunkohle, Tagebau                                        | 31          | 2 Monate          | 90                             | 23 Tage                        |
| Steinkohle, Untertagebau ohne Kohletransport               | 29          | 2 Monate          | 84                             | 19 Tage                        |
| Gaskraftwerk (GuD), Erdgas                                 | 28          | 9 Tage            | 81                             | 3 Tage                         |
| Gaskraftwerk (GuD), Biogas                                 | 3,5         | 12 Tage           | 10                             | 3 Tage                         |
| Wasserkraft                                                |             |                   |                                |                                |
| Laufwasserkraftwerk                                        | 50          | 1 Jahr            | 150                            | 8 Monate                       |
| Solarthermie b)                                            |             |                   |                                |                                |
| Wüste, Parabolrinnen + Phenylverbindungen-Medium           | 21          | 1,1 Jahre         | 62                             | 4 Monate                       |
| Windenergie b)                                             |             |                   |                                |                                |
| 1,5-MW (E-66), 2000 VLh (deutsche Küste)                   | 16          | 1,2 Jahre         | 48                             | 5 Monate                       |
| 1,5-MW (E-66), 2700 VLh (deutsche Küste, Strand)           | 21          | 0,9 Jahre         | 63                             | 3,7 Monate                     |
| 2,3-MW (E-82), 3200 VLh (deutsche Küste, Strand) c)        | 51          | 4,7 Monate        | 150                            | 1,6 Monate                     |
| 200-MW-Park (5-MW-Anlagen), 4400 VLh (offshore)            | 16          | 1,2 Jahre         | 48                             | 5 Monate                       |
| 4,2-MW (V150-4,2), Schwachwindstandort                     | 31          | 7,6 Monate        |                                |                                |
| Photovoltaik b)                                            |             |                   |                                |                                |
| Poly-Silizium, Dachinstallation, 1000 VLh (Süddeutschland) | 4,0         | 6 Jahre           | 12                             | 2,0 Jahre                      |
| Poly-Silizium, Dachinstallation, 1800 VLh (Südeuropa)      | 7,0         | 3,3 Jahre         | 21                             | 1,1 Jahre                      |
| Deutschland, 800–1200 VLH                                  | 14–33       | 0,9–2,1 Jahre     |                                |                                |

## Bewertung von Ölfeldern
Der Erntefaktor ist für die Beurteilung der Ölvorkommen von großer Bedeutung. Während in den 1970ern bei der Erdölförderung noch hohe Werte von durchschnittlich 40 erreicht werden konnten, sind diese wegen der schwierigeren Erschließung heutzutage deutlich gesunken. Insbesondere Ölsande und Ölschiefer weisen sehr geringe Erntefaktoren auf.
Da der Erntefaktor nur das Verhältnis von aufgewendeter zu gewonnener Energie betrachtet, bleiben die ökologischen Folgen der Ölförderung beispielsweise durch Abfackelung der Begleitgase unbetrachtet.

## Ermittlung des Erntefaktors bei Kraftwerken
Teilweise wird für fossile Kraftwerke definitionsgemäß neben dem energetischen Aufwand für die Errichtung und Betrieb des Kraftwerks auch der eingesetzte Brennstoff mit in die Rechnung einbezogen, da dieser zur Stromerzeugung unwiderruflich verbrannt wird. Dadurch haben fossile Kraftwerke immer einen Erntefaktor kleiner Eins. Erneuerbare Energien können als einzige Kraftwerkstypen Erntefaktoren größer Eins haben, da deren Energiequellen wie etwa Wind, Wasser oder Sonne nach Menschenleben-Maßstab nicht endlich sind bzw. sich bei nachhaltiger Nutzung (etwa von Waldbeständen) regenerieren. Ein Vergleich zwischen fossilen und nicht-fossilen Kraftwerken ist aber nach dieser Definitionsweise nicht mehr möglich, da die Definition für beide Kraftwerksarten unterschiedlich erfolgt.
Normalerweise wird in der Fachliteratur der Brennstoff bei der Berechnung des Erntefaktors nicht berücksichtigt und nur die zu Bau und Wartung benötigte Energie mit der produzierten Energie verglichen. Dadurch können verschiedene Anlagenformen unabhängig vom Brennstoff, ob nuklear oder solar, miteinander verglichen werden.
Der Erntefaktor mit Berücksichtigung des Brennstoffeinsatzes ergibt sich für fossile Kraftwerke über eine lange Anlagenbetriebsdauer (20 Jahre und länger) näherungsweise aus dem Anlagenwirkungsgrad, da der Energieaufwand zum Bau und Rückbau der Anlage im Verhältnis zu der über die gesamte Dauer insgesamt umgesetzten sehr großen Energiemenge (Brennstoff) sehr klein wird. Die Berechnung der gesamten zur Herstellung eines Produktes benötigten Energie ist im Allgemeinen sehr komplex. Je nach Quelle und gegebenenfalls der Interessenlage des Autors können so auch die angegebenen Erntefaktoren stark schwanken. Auch die Dauer der angenommenen Anlagenlebenszeit hat Einfluss auf die Höhe des Erntefaktors und sollte daher mit angegeben werden.

## Energetische Amortisationszeit
Die Energetische Amortisationszeit hängt eng mit dem Begriff Erntefaktor zusammen. Bekannt ist sie auch unter den Begriffen Energierücklaufzeit (englisch energy-payback-time) oder einfach nur energetische Amortisation.
Die Energetische Amortisationszeit beschreibt die Zeit, die eine Energiegewinnungsanlage betrieben werden muss, bis die für die Herstellung aufgewendete Energie wieder gewonnen worden ist, wenn der Erntefaktor also gleich Eins ist. Anlagen, die mit erneuerbaren Energien betrieben werden, haben energetische Amortisationszeiten von einigen Monaten oder Jahren.
Die energetische Amortisationszeit ist zwar streng genommen keine Kennzahl der Wirtschaftlichkeit, dennoch ist sie bei der Bewertung von Technologien hinsichtlich der Kostensteigerungspotenziale relevant. Des Weiteren kann es für die Außendarstellung von Unternehmen von Vorteil sein, wenn sie kurze energetische Amortisationszeiten anstreben.

### Windkraftanlagen
In der öffentlichen Diskussion um die Nutzung der Windenergie ist oft die Energetische Amortisationszeit von Windkraftanlagen ein Streitthema zwischen Befürwortern („nur wenige Monate“) und Gegnern („keine energetische Amortisation“). Während erste Untersuchungen aus der Pionierzeit der Windenergienutzung (1970er und frühe 1980er Jahre), beruhend auf unausgereiften Testanlagen, durchaus den Schluss zuließen, dass eine energetische Amortisation kaum möglich ist, belegen zahlreiche Studien  seit Ende der 1980er Jahre, dass sich die heutigen, ausgereiften Serienanlagen in wenigen Monaten energetisch amortisieren.
Bei den Ergebnissen der verschiedenen Untersuchungen gibt es allerdings gewisse Unterschiede. Dies hängt zum einen mit den stark unterschiedlichen, standortabhängigen Energieerträgen von Windkraftanlagen zusammen, zum anderen mit dem betrachteten Lebenszyklus (LCA = Life Cycle Assessment = Lebenszyklusanalyse). Zudem unterscheiden sich oft auch die Bilanzierungsmethoden. Teilweise wird nur die Herstellung der Anlage betrachtet (alte Untersuchungen), teilweise der Energieaufwand für Rohstoffgewinnung, Produktion, Transport, Montage, Wartung über die Lebenszeit (i. d. R. 20 Jahre) und Rückbau und Entsorgung der Materialien mit hinzugerechnet (neuere Untersuchungen = CO2-Fußabdruck). Der so errechnete kumulierte Energieaufwand für eine Enercon E-82 Windkraftanlage auf 98 m Betonturm inkl. 20-jährigem Betrieb der Anlage beträgt laut Hersteller, der dazu keine weiteren Zahlen veröffentlicht hat, 2.880.000 kWh Primärenergieverbrauch. Diese Zahl wurde durch den TÜV Rheinland im Rahmen einer Begutachtung bestätigt. Setzt man diesen Primärenergieverbrauch ins Verhältnis zur erzeugten Strommenge (für die erwähnten 20 Jahre) so ergibt sich daraus der Erntefaktor. Er liegt je nach den örtlichen Windverhältnissen zwischen 30 (mäßiger Standort, z. B. deutsche Küste) und 50 (günstiger Standort, z. B. ausgewählte Stellen am deutschen Strand).
Hybride Analysen auf Basis von Prozessdaten und eines Input-Output-Ansatzes erfassen zudem auch die energetische Investition in den Maschinenpark beim Hersteller und bei den Zulieferern. Dabei ergibt sich eine energetische Amortisationszeit von weniger als einem Jahr.

### Photovoltaikanlagen
Für die Herstellung, den Transport, die Wartung etc. wird Energie benötigt – unter anderem in Form von elektrischem Strom und Wärme.
Diese kann man berechnen – zum Beispiel anhand der Stromrechnung der involvierten Fabriken, des Kraftstoffverbrauchs der LKW etc.
Wenn die Anlage fertig gebaut ist, produziert sie Strom.
Der Erntefaktor gibt nun an, wie viel mehr (elektrische) Energie die Anlage im Laufe ihres Lebens produziert als insgesamt Energie für ihre Herstellung sowie Auf- und Abbau am Lebensende benötigt wird.
Die Energetische Amortisationszeit von Photovoltaikanlagen hängt im Wesentlichen von folgenden Faktoren ab:
1. Wirkungsgrad einer Photovoltaikzelle
2. Energetischer Aufwand für die Herstellung einer einzelnen Photovoltaikzelle und für die Herstellung des dafür benötigten Siliziums
3. Energetischer Aufwand für die Herstellung eines Moduls (Rahmen, Glas) aus mehreren Photovoltaikzellen
4. Energetischer Aufwand für den Transport (Rohstoffe zur Produktionsstätte sowie Modul bzw. Anlagenteile zum jeweiligen Einsatzort)
5. Energetischer Aufwand für die Installation einer Photovoltaikanlage aus mehreren Modulen etwa auf Dächern
6. Elektrische Einbindung der Photovoltaikanlage in ein Stromnetz inklusive Wechselrichter
7. Energetischer Aufwand für den Abbau einer Photovoltaikanlage aus mehreren Modulen etwa auf Dächern
8. Energetischer Aufwand für Entsorgung oder Recycling in wiederverwendbare Ausgangsstoffe.

Für südeuropäische Standorte lag die Energierücklaufzeit (mit Produktionsverfahren des Jahres 2011) zwischen 0,8 und 1,5 Jahren für Dünnschichttechnologien und bei etwa 1,7 bzw. 1,2 Jahren für Anlagen auf Basis mono- und multikristalliner Solarzellen.
Das Umweltbundesamt gibt die Energy Payback Times untersuchter PV-Anlagen in einer Publikation an, demnach liegen diese in Deutschland zwischen 0,9 Jahren bei CdTe-Modulen und 2,1 Jahren mit monokristallinen Solarmodulen. Der investierte Primärenergieaufwand für die Herstellung, die Nutzung und das Lebensende der PV-Anlagen amortisiere sich somit nach einer sehr kurzen Anlagenlaufzeit. Des Weiteren stellt es ein Berechnungstool zur Verfügung, um die Ökobilanz einer PV-Anlage individuell zu ermitteln.

### Bauzeit der Anlagen
Die übliche Definition der energetischen Amortisationsdauer berücksichtigt nicht die Zeitdauer zwischen dem Energieeinsatz für die Herstellung einer Anlage und dem Beginn der Energieproduktion bzw. Energieumwandlung. Strenggenommen könnte man diese der Amortisationszeit hinzurechnen. Während bei Windkraftanlagen und Solarparks wenige Wochen bis Monate zwischen der energieintensiven Herstellung wesentlicher Grundstoffe und der Inbetriebnahme liegen, kann dieser Zeitverzug bei großen thermischen oder Wasserkraftwerken mehrere Jahre betragen. Bei ähnlichem Zeitraum des Energieeinsatzes hat sich ein Solarpark oder Windpark oft schon energetisch amortisiert, während ein konventionelles Kraftwerk noch in Bau ist.

## Kohlendioxidamortisation
Die Kohlendioxidamortisation, oder auch Treibhausgasamortisation genannt, beschreibt die Dauer, bis die bei der Produktion entstandenen Treibhausgase über die Energiegewinnung wieder ausgeglichen sind.

## Energieintensität nuklearer Energieerzeugung
Verschiedene Reaktoren haben unterschiedliche „front end“ Energieverbräuche vom Erz zum Brennstoff. Ein erheblicher Teil der Energie zur Herstellung des Brennstoffs wird bei der Uran-Anreicherung aufgewandt. Hierbei wird Natururan mit ca. 0,72 % Gehalt an 235U auf einen 235U-Gehalt von 2–5 % angereichert, wobei der Trend in jüngster Zeit zu höheren Anreicherungsgraden geht, da damit längere Zeit dieselben Brennelemente verwendet werden können, bevor deren Austausch erforderlich ist. Der CANDU und andere Schwerwasserreaktoren können auch mit unangereichertem Uran betrieben werden und erzielen insgesamt pro Tonne Uran aus der Natur eine höhere Energieausbeute. Allerdings ist schweres Wasser teuer und energieintensiv in der Herstellung, was sich zu Ungunsten des CANDU auswirkt. Zusätzlich muss aufgrund des niedrigen Gehalts an spaltbarem Material in Natururan ein CANDU öfter die Brennelemente tauschen als Leichtwasserreaktoren, was nur mittels online refuelling ökonomisch sinnvoll darstellbar ist. Bei Verwendung von Thorium, welches selbst nicht spaltbar ist, ist am Beginn des Brennstoffkreislaufes die Zugabe von spaltbarem Material oder Neutronen aus einer Neutronenquelle nötig um aus 232Th (über 99 % des natürlichen Thorium) das spaltbare 233U zu „erbrüten“. Ein Thorium-Brennstoffkreislauf ist jedoch in der Lage auch mit thermischen Neutronen fast das gesamte Ausgangsmaterial zu verwerten und erzielt damit weit bessere Energieausbeuten pro Menge Schwermetall. Der schnelle Brüter kann unter Verwendung schneller Neutronen – mithilfe einer „Startladung“ hoch angereicherten Materials – auch bei Uran eine positive Konversionsrate erreichen (mehr spaltbares Material wird im Reaktor aus nicht-spaltbarem Material erzeugt als durch Spaltung verbraucht) ist jedoch derzeit nur in zwei Anlagen in Russland (BN-600 und BN-800) im kommerziellen Einsatz. Bei der Wiederaufarbeitung von abgebrannten Brennstoff, wie sie unter anderem in Frankreich (dem zweitgrößten Nutzer der Kernenergie weltweit) seit Jahrzehnten Anwendung findet, wird spaltbares Material – hauptsächlich Plutonium aber auch verbliebene spaltbare Uran-Isotope – aus dem „verbrauchten“ Brennstoff konventioneller Leichtwasserreaktoren gewonnen. Üblicherweise wird das gewonnene Plutonium mit abgereicherten Uran, Natururan oder dem bei der Wiederaufarbeitung gewonnenen „reprozessierten Uran“ („repU“) „gestreckt“ und zu MOX-Brennelementen verarbeitet, welche in Leichtwasserreaktoren zum Einsatz kommen können. Damit kann mehr Energie aus der ursprünglich eingesetzten Menge Uran gewonnen werden, jedoch ist die ökonomische Rentabilität umstritten. Neben politischen Gründen, die unter anderem dazu führten, dass Projekte wie der schnelle Brüter Kalkar oder der Thorium-Hochtemperatur-Reaktor nie oder nur kurz in Betrieb waren, hat auch der geringe Uranpreis bisher den großflächigen Einsatz dieser „Treibstoffsparmethoden“ verhindert. Es ist daher damit zu rechnen, dass die Branche bei langfristig deutlich höheren Uranpreisen sich wieder vermehrt derartiger Technologie zuwenden dürfte.
Der Kehrwert des Erntefaktors wird im Sinne eines Energieverbrauchs pro erzeugter Werteinheit als Energieintensität verstanden. Betrachtet man die nukleare Brennstoffkette vom Abbau des Urans bis zur Dekommissionierung eines Kernkraftwerks, so bedeutet eine Energieintensität von über 100 %, dass die Energiebilanz negativ wird und die Energieproduktion aus energetischer Sicht nicht mehr sinnvoll (nachhaltig) ist.
Die Energieintensität der nuklearen Brennstoffkette wird in verschiedenen Studien bei mittleren Uranerzgehalten mit 2 bis 150 Prozent sehr unterschiedlich bewertet: eine Studie des Zentrums für Integrated Sustainability Analysis von 2006 ermittelt einen Mittelwert von 18 Prozent in einer Bandbreite von 10 bis 30 Prozent; den Wert von 150 Prozent ermittelt die Studie von Storm/Smith für einen Uranerzgehalt von 0,013 Prozent.
Unterschreitet der Gehalt des Urans im gewonnenen Erz die Marke von ca. 0,01 Prozent, wird bei der Energiebilanz die Aufbereitung des gewonnenen Erzes zum Prozessschritt mit dem höchsten Energieaufwand (über 40 Prozent); ab hier wird auch die Energiebilanz der nuklearen Energieerzeugung negativ: bei gleichbleibender installierter nuklearer Kapazität soll, auch aufgrund der das Angebot um ca. 1/3 übersteigenden Nachfrage, der Erzgehalt der zu fördernden Urangesteine im Jahr 2078 diesen Grenzwert erreichen, bei einer Kapazitätssteigerung um 2 Prozent jährlich bereits 2059. Dies geht jedoch von gleichbleibender (In)effizienz der Förderung aus und ignoriert die Fortschritte bei der Gewinnung von Uran aus Meerwasser, welche technisch bereits seit Jahrzehnten machbar ist, finanziell jedoch mit heutiger Technologie erst bei deutlich höheren Uranpreisen lohnenswert ist.
Im Rahmen der aufwändiger werdenden Urangewinnung steige auch der Treibhauseffekt der nuklearen Energieerzeugung, die CO2-Bilanz des Prozesses wird zunehmend schlechter: bei einem Erzgehalt von wiederum ca. 0,01 % wird er mit 288 g/kWh erwähnt, die ISA kommt auf einen durchschnittlichen Wert von 60 g/kWh. Dabei wird der Uranerzgehalt auch zum entscheidenden Faktor der Menge des im Prozess emittierten CO2. Dabei wird angenommen, dass sämtliche nötige Wärme durch die Verbrennung fossiler Brennstoffe kommt und nicht durch Kernkraftwerke.